# Ahuna Mons
L'Ahuna Mons è una struttura geologica della superficie di Cerere.

## Il nome
Il nome del monte è stato scelto per ricordare una tradizionale festività post-raccolto dei Sumi Naga, un gruppo tribale del Nagaland (India).

## Scoperta e caratteristiche fisiche

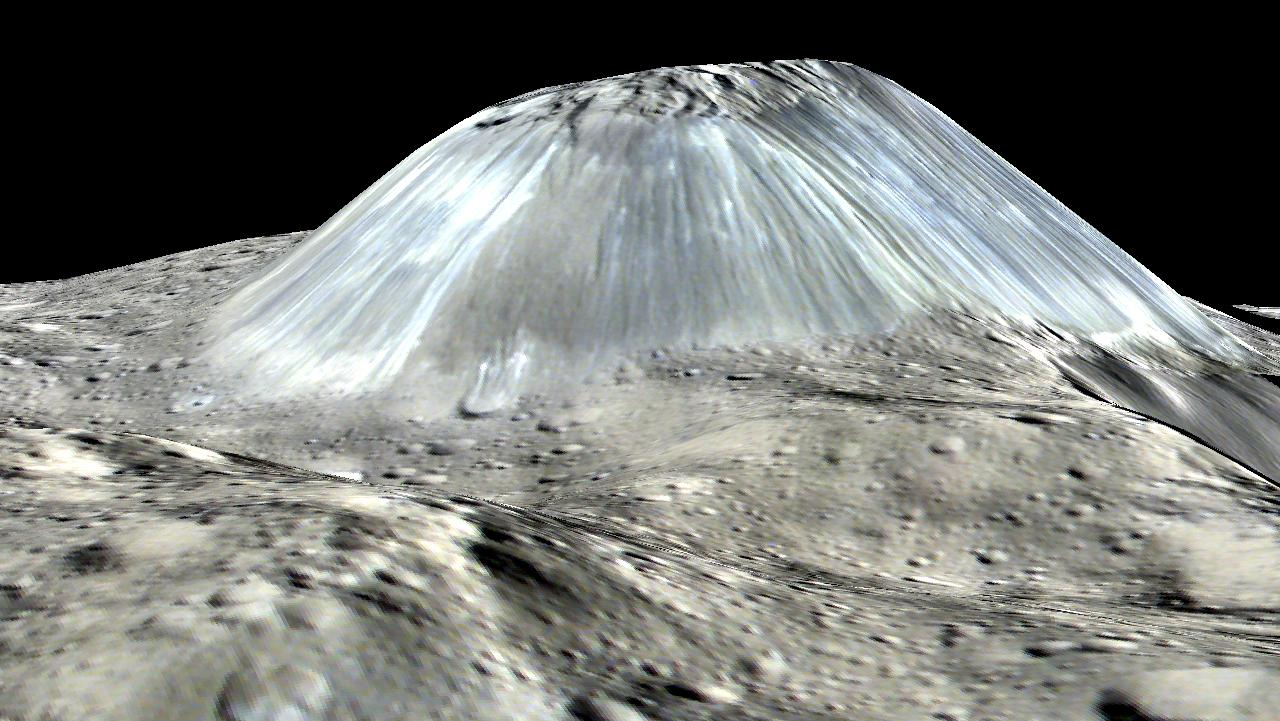
Immagine generata al computer con l'altezza del monte raddoppiata (1 settembre 2016)

Il monte fu scoperto analizzando le immagini fornite dalla missione Dawn, in orbita attorno a Cerere dal 2015. Si stima che la sua altezza media rispetto al terreno circostante sia di circa 4 km e che quella massima, che si registra sul lato più ripido, sia attorno ai 5 km. Il diametro alla base è di circa 20 km.

## Origine

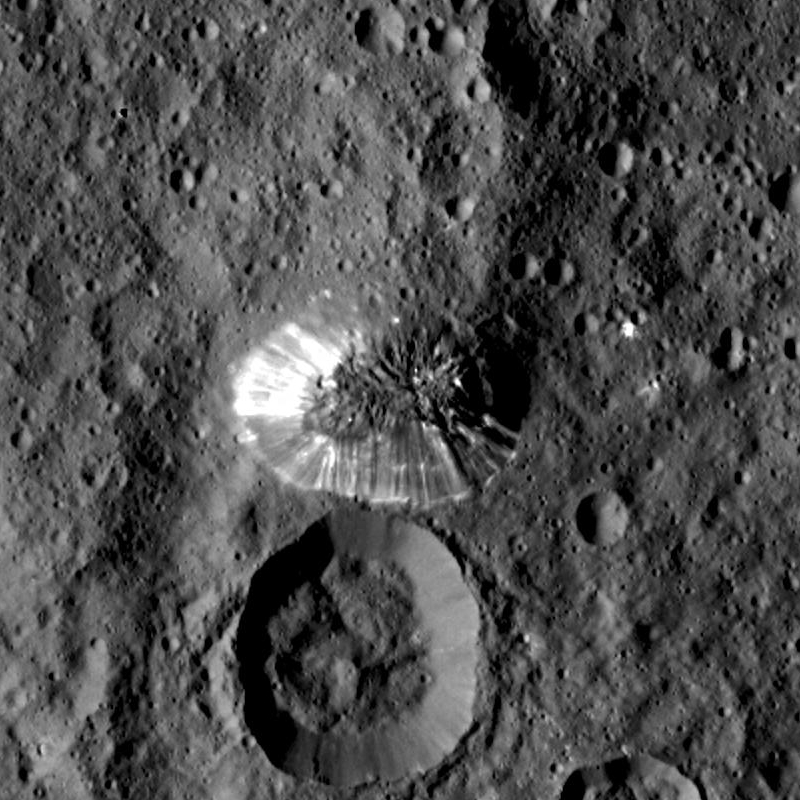
Foto della montagna ripresa dalla missione Dawn

È stato ipotizzato che l'origine di Ahuna Mons sia legata al criovulcanismo. Il monte è pressoché agli antipodi del più vasto cratere di impatto presente sul pianetino, Kerwan, di 280 km di diametro. L'energia sismica sprigionatasi durante l'impatto che diede origine a Kerwan avrebbe fratturato gli strati esterni sul lato opporto di Cerere provocando la fuoriuscita in superficie di magma criovulcanico (che consiste in una fanghiglia acquosa ulteriormente fluidificata dalla presenza di sali minerali).